# Impatiens martinii
Impatiens martinii är en balsaminväxtart som beskrevs av Joseph Dalton Hooker. Impatiens martinii ingår i släktet balsaminer, och familjen balsaminväxter. Inga underarter finns listade i Catalogue of Life.